# Żeglarstwo na Igrzyskach Afrykańskich 2011
Żeglarstwo na Igrzyskach Afrykańskich 2011 rozegrane zostały między 5 września a 11 września 2011 w Maputo.

## Medaliści
| Konkurencja            | Złoto                        | Srebro                                  | Brąz                                 |
| 420                    | RPA Eben Vivier Johan Vivier | Angola Gilson Tenazinha João Montenegro | Angola Matias Montinho Paixão Afonso |
| Laser                  | Allan Julie (Seszele)        | Rudy McNeil (RPA)                       | Rodney Govinden (Seszele)            |
| Laser Radial kobiety   | Brigdet Clayton (RPA)        | Jess Deary (RPA)                        | Maria Mabjaia (Mozambik)             |
| Laser Radial mężczyźni | Youssef Akrout (Tunezja)     | Stefano Murcia (RPA)                    | Mohamed Midoun (Algieria)            |

## Tabela medalowa
| Miejsce | Państwo           | Złoto | Srebro | Brąz | Razem |
| ------- | ----------------- | ----- | ------ | ---- | ----- |
| 1.      | Południowa Afryka | 2     | 3      | 0    | 5     |
| 2.      | Seszele           | 1     | 0      | 1    | 2     |
| 3.      | Tunezja           | 1     | 0      | 0    | 1     |
| 4.      | Angola            | 0     | 1      | 1    | 2     |
| 5.      | Algieria          | 0     | 0      | 1    | 1     |
| 5.      | Mozambik          | 0     | 0      | 1    | 1     |
|         | Razem             | 4     | 4      | 4    | 12    |